# ウズベキスタンの地理
ウズベキスタンは中央アジア・アフガニスタンとトルクメニスタンの北部に位置する国である。国の全面積447,400km2はスペインやカリフォルニア州とほぼ同じ面積であり、ウズベキスタンの東西の距離は1,425km、南北の距離は930kmとなっている。南西部でトルクメニスタンと、北部でカザフスタンと、南東部でタジキスタンやキルギスと国境を接し、中央アジアの全ての国と国境を接する。ウズベキスタンは南部でアフガニスタンとも国境を接している。また、ウズベキスタンはリヒテンシュタインとともに世界に二つしか無い、二重内陸国となっている国である。

## 地形

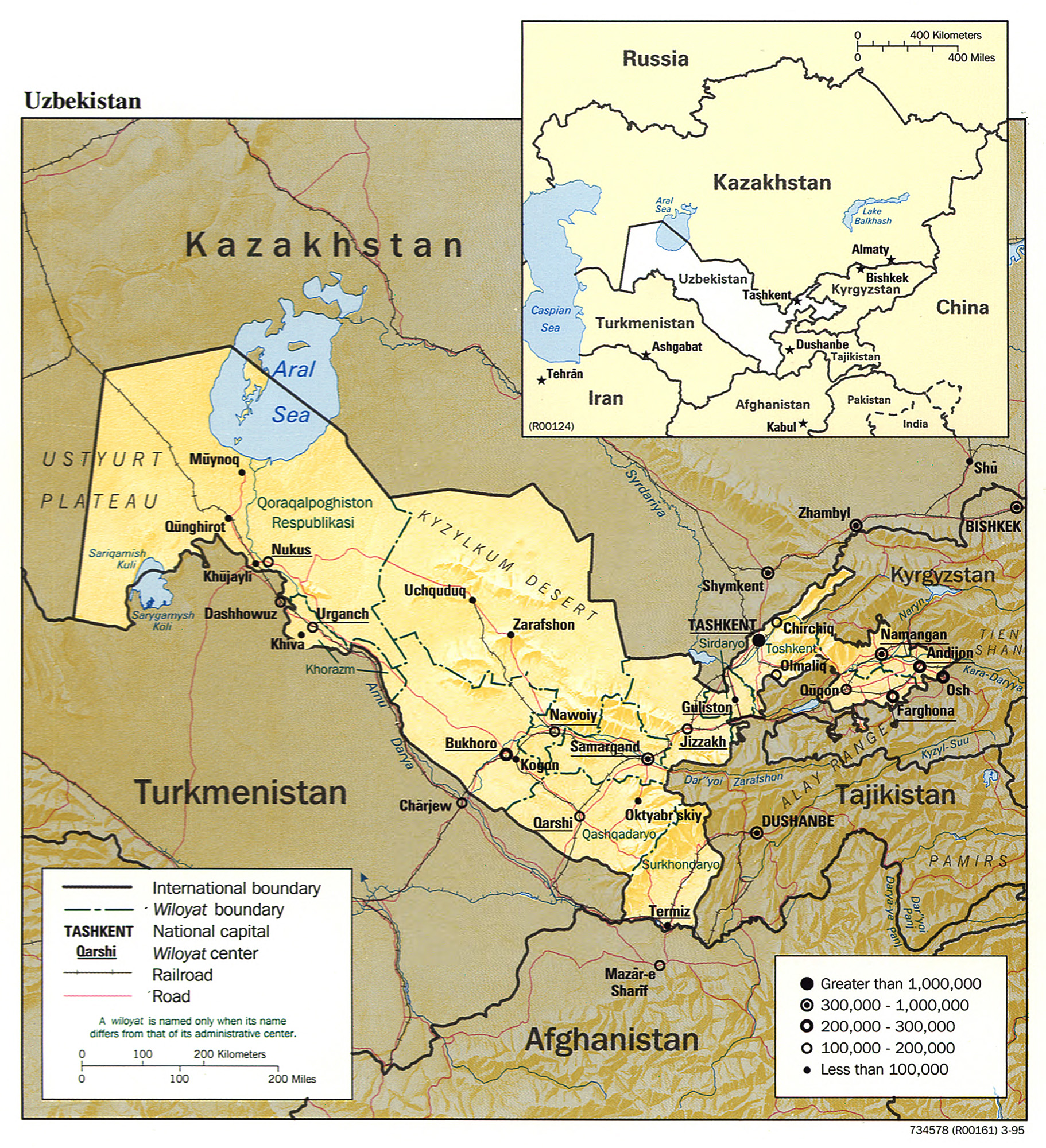
ウズベキスタンの詳細地図, 1995年

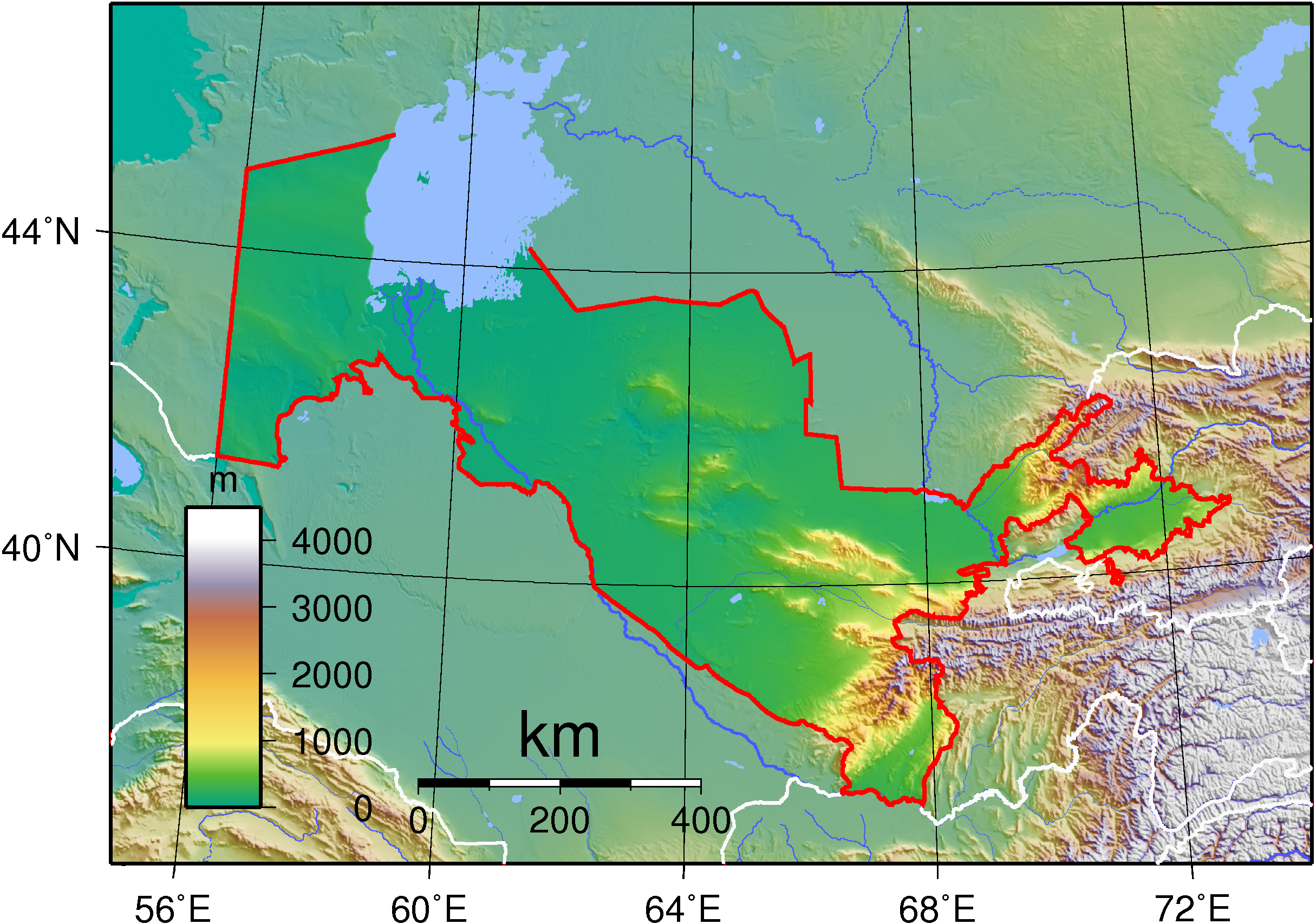
ウズベキスタンの地形

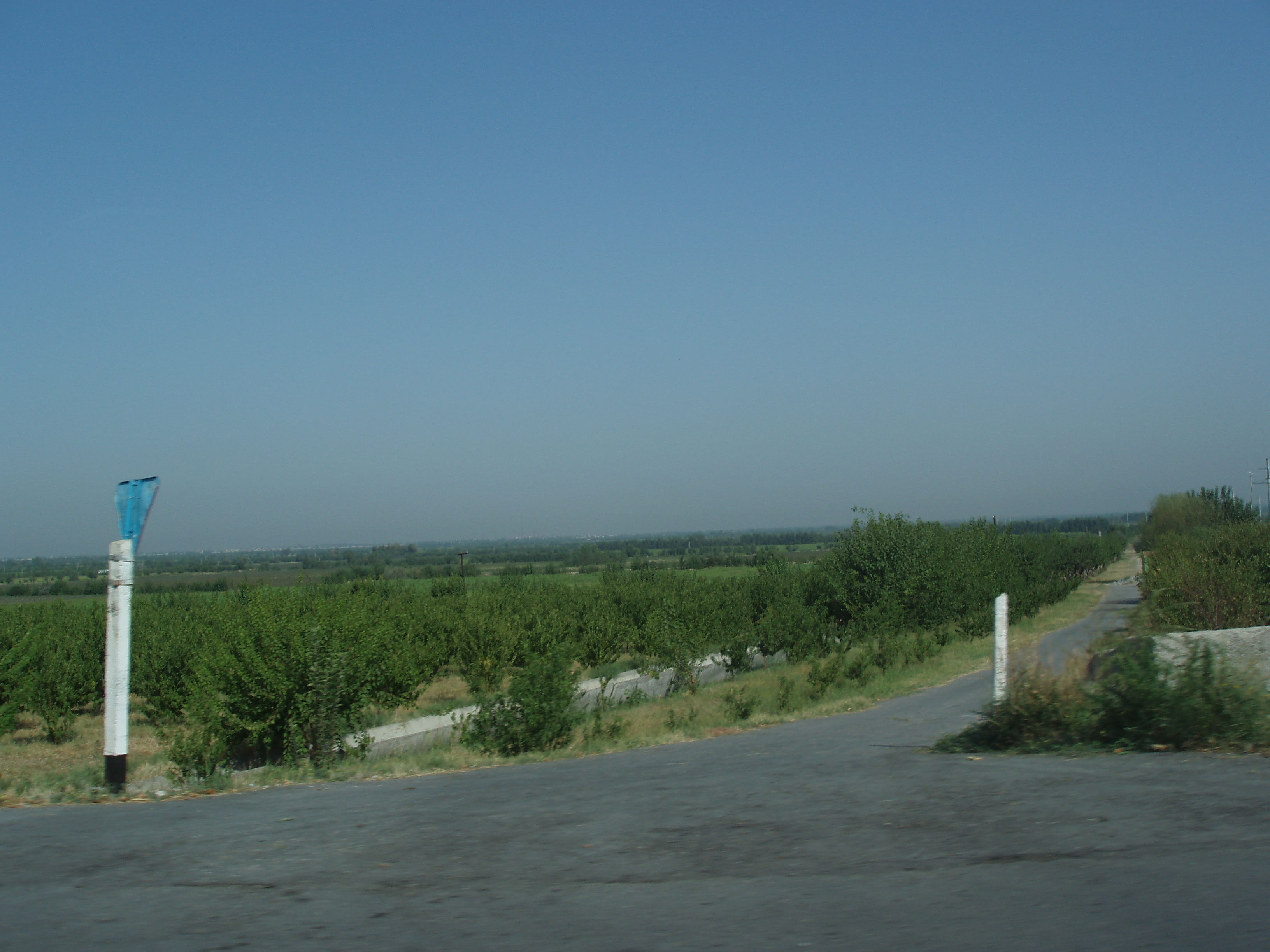
フェルガナ盆地

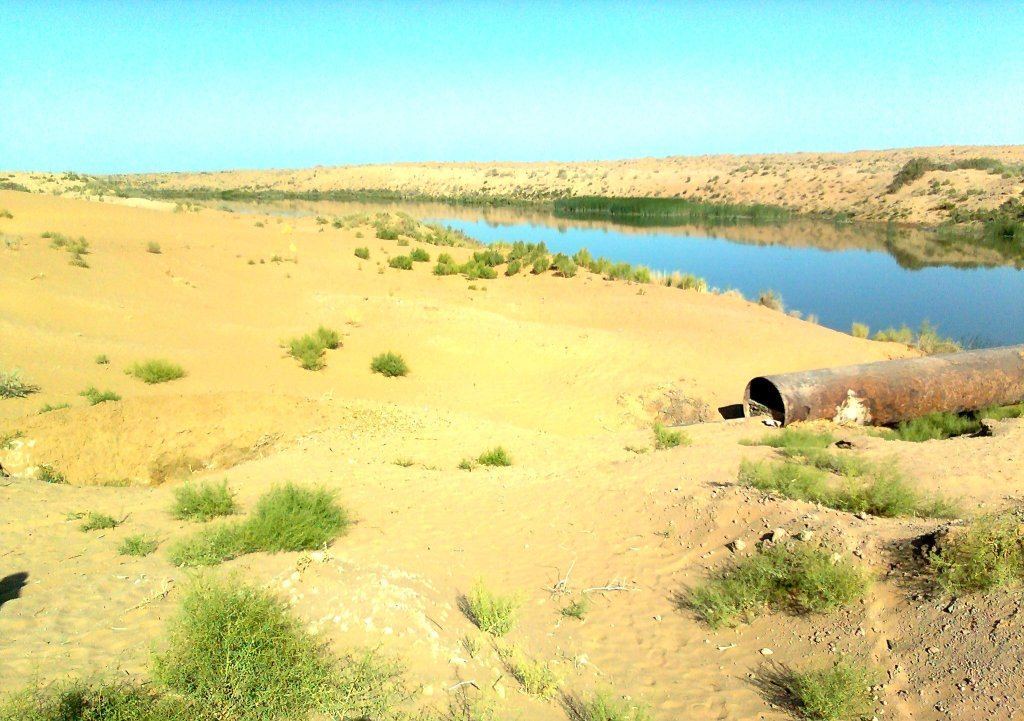
ホラズム州に広がる砂砂漠

ウズベキスタンの地形は国内全面積の約80％を占める砂漠化した平地から東部にある海抜約4,500mの山々まで多種多様である。ウズベキスタンの南東部は天山山脈より続く高原地帯となっており、隣国であるキルギスやタジキスタンよりも標高が高く中国や中央アジアの他の国との自然国境地帯となっている。国内北西部にある広大なキズィルクム砂漠（テュルク語で赤い砂を意味する）はカザフスタン南部と国境を接する地域である。国内でもっとも肥沃な農業地帯となっているフェルガナ盆地はキズィルクム砂漠の東に約21,440km2に渡って続いており、北部、南部、東部をそれぞれ山地に囲まれている。フェルガナ盆地西部にはウズベキスタン南東部からカザフスタンとの国境にかけて北上していくシルダリヤ川が流れている。フェルガナ盆地の年間降水量は約100～300mmと少なく、砂漠の名残が中心部の一部地域や山の尾根沿いなどに見られる。
ウズベキスタンの水源はその大部分を少数の河川に頼る構造になっている。国内の全面積の3分の2という広大な土地で水不足が起きており、国内の湖もほとんどない。ウズベキスタンの2大河川であるアムダリヤ川とシルダリヤ川はタジキスタンやキルギスの山々を水源としている。これら二つの河川の水は主に灌漑農業用水として使用され、複数の水路がフェルガナ盆地や他地域の耕作地のために張り巡らされている。水量の少ない湖であるサリカミシュ湖はトルクメニスタンとの国境地域にある。
ウズベキスタンの自然環境に関するもう一つの重大な問題点は国内の大部分の地域で起こる地震にある。実際、ウズベキスタンの首都タシュケントは1966年に大規模な地震に襲われ建物の多くが倒壊している。また、タシュケントの地震前後にも大規模地震が発生し深刻な被害をもたらしている。山間部は特に地震の影響を受けやすい。

## 気候
ウズベキスタンの気候は大陸性気候に分類され、夏は暑く冬は寒く一年を通じ降水量が少ない。夏の気温はしばしば40°Cを超える。冬の平均気温は-2°Cであるものの、最低気温は-40°Cを記録したこともある。年間降水量は100～200mmと非常に少なく、年間の降水量のほとんどは冬と春にもたらされるものである。7月から9月の間にはほとんど雨がふることはなく、灌漑なしでは農業ができない状態になる。

## 環境問題

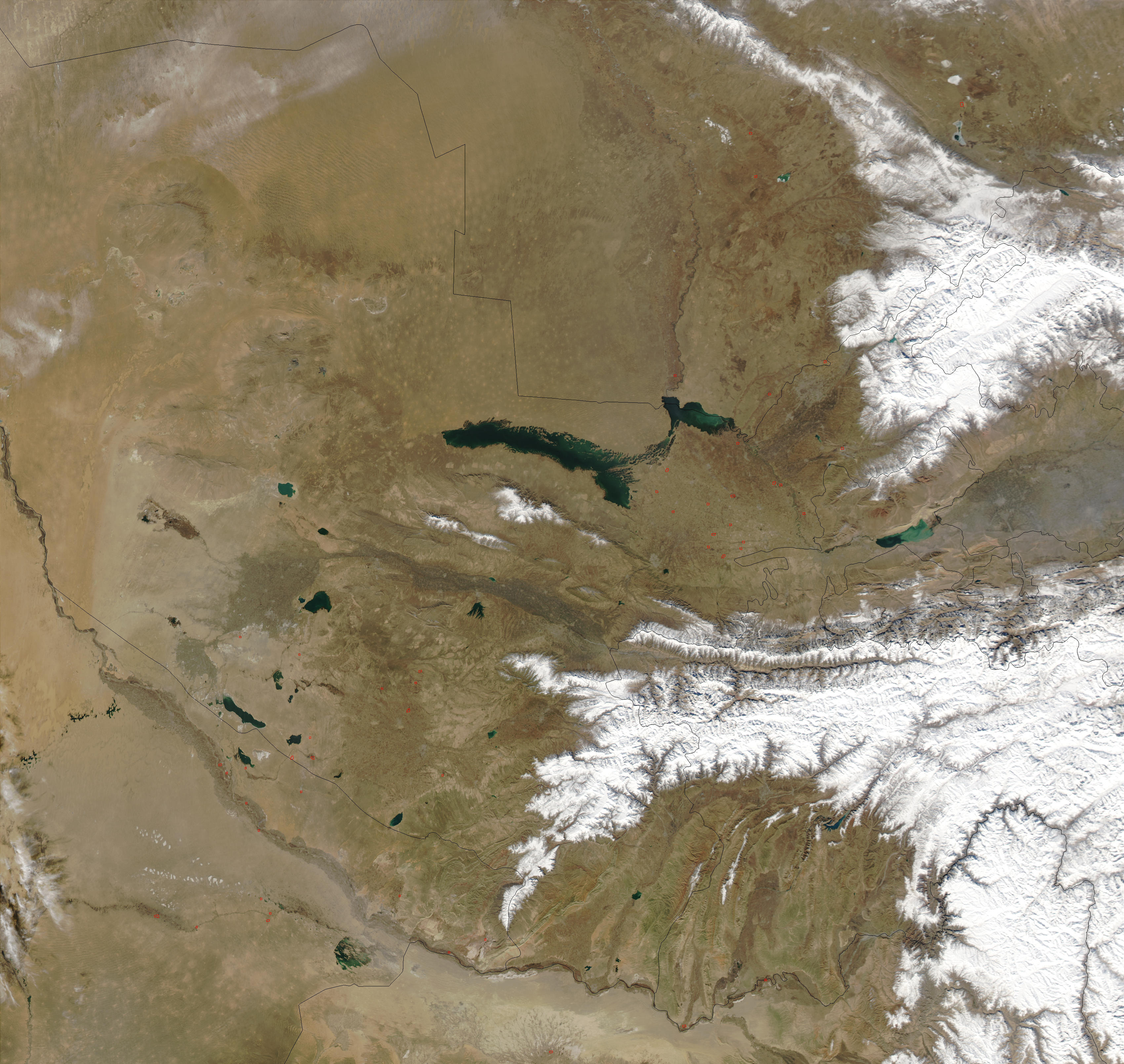
2003年2月に撮影されたウズベキスタンの衛星写真。赤い点は山火事が起きていることを示す。

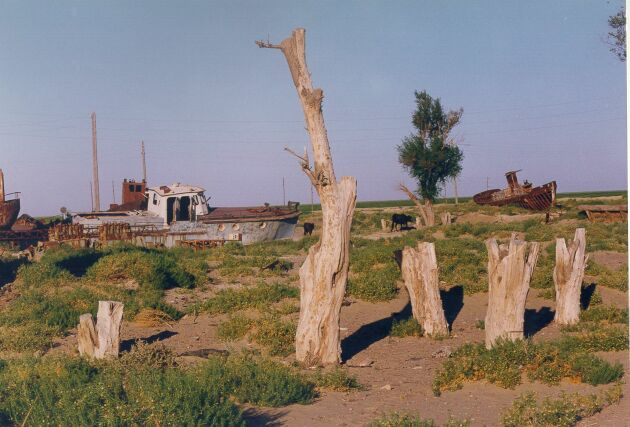
アラル海のかつての湖岸

ウズベキスタンには豊富な天然資源が眠り環境的にも恵まれた土地であったものの、ソビエト連邦時代の自然改造計画により他のCIS諸国と同等の農業を行うという経済政策の下灌漑農業のための大規模な自然改造が行われた。農薬の大量散布やシルダリヤ川、アムダリヤ川をせき止めて行う灌漑農業は灌漑農業用水に対する水質管理施設の不足から大規模な健康被害や環境問題をもたらした。
ウズベキスタンの環境の悪化の顕著な例がアラル海である。綿花栽培やその他の目的のためアムダリヤ川、シルダリヤ川をせき止めダムを建造したことで、1960年には世界第4位の内陸湖であったアラル海は30年間でその水量が3分の1にまで減少し、地図上の面積も半分以下にまで縮小した。湖の枯渇化や塩化はかつて湖底であった部分の土砂による塩分や塵を巻き込んだ大規模な砂嵐を発生させ、地域の農業や生態系、人々の健康に大きな被害を与えている。砂漠化はアラル海付近で暮らしていた植物や動物の絶滅や大規模な気候変動を招き、かつてアラル海の水により耕作できていた土地は使用不可能となった。また、砂嵐など大規模な機構の変化は歴史的、文化的な建造物の破壊をも招いた。報道では毎年、何トンもの塩が地域から800km離れた地域へと運びだされている。地域の専門家はアラル海の塩分や塵を含んだ砂嵐は地球の大気中の微粒子に含まれる有害物質を5％以上も上昇させ、地球規模の気候変動にも深刻な影響をもたらすと警告している。
しかし、アラル海の惨状は目に見える形で現れた顕著な例にすぎない。ソビエト連邦は自然改造計画の中で水質や水源管理に関して何十年も意識して行わず、人体や環境に対する影響を考えず農場内で殺虫剤、除草剤、化学肥料の過度な使用や工業施設の乱立を行ったことで、水不足や水質低下、下水機能の低下が起きている。これらの政策はウズベキスタンに対し膨大な環境問題を残すこととなった。

### 自然災害

#### 現在進行中の問題
アラル海の縮小は農薬に含まれる化学物質や自然の塩化物の濃縮を引き起こしている。これらの物質はかつての湖底だった場所に濃縮が顕著であり、砂漠化の大きな要因となっている。農業排水に含まれるDDTを含む農薬や化学肥料中の化学物質、工業排水により引き起こされる水質汚濁は多数の健康被害や土壌の塩化、土壌汚染をもたらしている。

### 国際協定
生物多様性条約、気候変動枠組条約、京都議定書、砂漠化対処条約、野生動植物保存法、リオ宣言、バーゼル条約、オゾン層保護法、ラムサール条約に合意しているが、批准していない。

### 水質汚染
綿花栽培においては大量の化学肥料が使用されており、非効率的な灌漑システムや排水システムの脆弱さも相まって土壌の塩化や土壌における化学物質や重金属の汚染が進んでいる。ソビエト連邦崩壊後の政策はより環境に対し問題を引き起こすこととなった。1990年代前半、化学肥料や殺虫剤の平均使用量は1ヘクタールあたり20～25kgであり、ソビエト連邦時代の平均使用量1ヘクタールあたり3kgから大幅に増加した。結果として、土壌を通し河川の水は化学物質の汚染が進んだ。工場排水もまたウズベキスタンの水質汚濁に拍車をかけた。アムダリヤ川では、フェノール類や石油精製の廃棄物質の含有量が健康に害を及ぼす域にまで達している。1989年、トルクメン・ソビエト社会主義共和国の保健省は、アムダリヤ川へ工業排水や農業排水が捨てられていると述べていた。アムダリヤ川の水質調査を行った1995年の専門家による調査では水質汚染がさらに進行していた。
1990年代前半、環境汚染を制御するための投資の約60％が水質汚染関連のプロジェクトに対して行われたが、国内の半分の市と4分の1の町村にしか下水道がない状態である。共同井戸などの水道施設は健康の基準をクリアしていない。大規模な水質汚染は飲料水の減少を招き、汚染された農業排水や農業用の用水路の水、アムダリヤ川自体の水を濾過などの処理を行わず直接飲まなければならない事態に陥っている。
報告によると、ウズベキスタン国内を流れる地下水の大部分が重金属汚染、化学物質汚染されている状態にある。ウズベキスタン環境省の公式発表では、人口の約半分が地下水が著しく汚染された地域に居住していると試算している。ウズベキスタン政府の報告書では、1995年当時国内の8,000の工業製品製作企業の内たった230しか汚染防止基準を遵守している企業がなかった。

### 大気汚染
水質制御をほとんど行わず、大量の農薬を使用していることで大気汚染が引き起こされている。塩分や塵を含んだ砂嵐、綿花栽培における農薬や枯葉剤の大量散布は地域の大気汚染の深刻化を招いている。
都市部では、工場や自動車の排気ガスが大気汚染の原因となっている。国内の工場の内、大気汚染防止フィルター装置を設けている工場は半分以下に過ぎず、フィルター装置を設けている工場でも規模の問題から完全に汚染を防げているわけではない。加えて、フィルター装置は高い割合で欠陥がある、もしくは稼働していない疑いが持たれている。タシュケント、フェルガナ、アルマリクにおける大気汚染のデータによると、これら3つの都市では二酸化窒素などの大気汚染物質が推奨される濃度を越えて検出されている。化石燃料の使用や産業廃棄物、冶金などにより鉛、ニッケル、亜鉛、銅、水銀、マンガンといった重金属による汚染も検出されている。特にタシュケント州やアルマリク・メタラージカル・プラントのあるアルマリク周辺では非常に高い重金属汚染が進んでいることが報告されている。1990年代なかば、カザフスタンを除く中央アジアの国々の約60％を占めていたウズベキスタンの工業製品にもまた、大気中の有害物質が含まれていた。自動車は比較的普及率が低いため、自動車の排気ガスによる汚染は都市部であるタシュケントやフェルガナだけの問題となっている。

### 政府の環境政策
ウズベキスタン政府は国内の環境汚染進行を把握しており、生物多様性行動指針の中で取り組みを行なっている。しかし、これらの問題を扱う政府の姿勢には一貫性がなく問題も少なくない。古くからある機関や環境団体はこれらの問題のために大きくなり、新しい機関や団体も生み出されているが、これは単に環境問題に関し直接批判を加える機関が増え、何ら一般的でない公約を行う官僚的な機関が増加しただけにすぎない。様々な非政府組織や草の根活動を行う環境団体もまた結成されている。その内の幾つかは現在の政府の政策と結びつき、その他の団体は政府の政策に反対の立場を採っている。例えば、ウズベキスタン初の野党であったビルリクの本来の政策では環境問題を主眼においていた。1990年代なかば、環境問題は野党間の重大な関心事となり、ひいては国民全体の重大な関心事となっていた。
1990年代前半、環境に被害をもたらす経済活動の制限のための多くの提案がなされた。資源（主に水資源）に使用料を課す提案をし、重大な汚染をもたらす業者に罰金を科すようにしたものの、これらの実行は不十分であり環境汚染の進行に歯止めをかけることはできなかった。問題点はこれらの問題について法整備がなされていないという点に有り、一貫性のない政府の経済・環境政策、汚職、草の根活動に全く関心を示さない大統領の手に権力が一極集中している点が拍車をかけている。
国際援助機関や欧米の援助機関はこれらの問題に対処するための技術やノウハウを供与するプログラムを提案している。しかし、ウズベキスタン国内の環境問題は政治的、経済的事情を優先し天然資源や水資源を乱用した結果引き起こされたものである。ウズベキスタン政府だけでなく国の運営において環境や健康被害の問題が脅威として取り上げられるまで、深刻化する環境問題について効果的な解決法が適用されることは期待できない。

## 面積・国境
面積

合計 447,400km2

土地面積 425,400km2

水面積 22,000km2
面積比較 モロッコとほぼ同じ、スペインより若干小さい。
国境線

合計 6,221km

国境を接する国 アフガニスタン 137km, カザフスタン 2,203km, キルギス 1,099km, タジキスタン 1,161km, トルクメニスタン 1,621km
海岸線 0km

註: ウズベキスタンは二重内陸国であるため海岸線は無いが、縮小を続けるアラル海に420kmの湖岸線がある。
標高

最低点 サリカミシュ湖 -12 m

最高点 ハズレット・スルタン山 -4,643m, タジキスタンの国境にあるギッサール山脈の最高峰。

## 資源・土地利用
天然資源 天然ガス, 石油, 石炭, 金, ウラン, 銀, 銅, 鉛, 亜鉛, タングステン, モリブデン
土地の用途 (2006年のデータ):

耕作地 9%

農作地 1%

牧草地 29%

その他耕作地 11%

非耕作地 50%
灌漑農地 (2006年のデータ):

42,230km2 (耕作地の92％)
再利用可能な水資源
72.2km2